# 利百加·布鲁克斯
利百加·瑪麗·布魯克斯（Rebekah Mary Brooks；娘家姓韋德（Wade）；1968年5月27日—）是一位英國記者和前報紙總編輯。

## 生平
她是近日英國新聞國際手機駭客醜聞的主角，剛辭任新聞國際公司總裁（2009年到2011年）。她是新聞國際有史以來最年青的總編輯（從2000年到2003年），以及英國《太陽報》首位女性擔任總編輯（2003年到2009年）。